# Baldiri Borgunyó
Baldiri Borgunyó(Data de naixement desconeguda - Torroella de Montgrí 1879), conegut coma Boi Borgunyo, fou mestre de cant, organista i mestre de capella en les terres gironines.
Durant el 1660 a 1668 fou organista de la basílica de Santa Maria de Castelló d’Empuries i compaginarà amb el magisteri parroquial a Torroella de Montgrí. Al 1669 es traslada a Torroella i el 1673 exercirà com a mestre de capella de  Sant Feliu de Girona. Abans de la seva mort al 1679, cedirà els beneficis de Sant Francesc a Juan Pau Gramotges.